# Дюла Влашич
Дьюла Влассітш (угор. Wlassics Gyula; 17 березня 1852 — 30 березня 1937) — угорський політик, який обіймав посаду міністра релігії та освіти між 1895 і 1903 роками.
У грудні 1895 року Влассітш прийняв закон, який дозволяв жінкам, серед яких Саролта Штайнбергер, відвідувати Університет Етвеша Лоранда в Будапешті для вивчення медицини.
Прихильно ставився до вільної релігійної практики. Він став ініціатором створення єдиної організації музеїв і бібліотек загальнодержавного рівня. Король Франц Йосиф I нагородив його Залізною короною Австрії. У 1918 році та з 1927 по 1935 рік він був спікером Національної асамблеї Угорщини. Влассітш був членом Угорської академії наук.